# Gustav Dathe
Johann Christian  Gustav Dathe (* 15. Mai 1813 in Königshofen in Thüringen; † 24. August 1880 in Eystrup) war ein deutscher Lehrer und Imker. Er gilt als einer der bekanntesten Pioniere der Deutschen Imker. Als Bienenzucht- und Imkereiexperte seiner Zeit  entwickelte u. a. den Berlepsch-Ständer weiter zum Dathe-Stock, das Dathe-Rähmchen, die Schneideform, die Wabenzange und die Imkerpfeife, die nach ihm benannt ist. Er gründete und leitete in Eystrup die erste Imkerschule des Deutschen Reiches.

## Leben
Dathe wurde als Sohn eines Landwirts geboren, besuchte das Lyzeum in Eisenberg und wurde Lehrer. Während seiner ersten Anstellung in Röcken betätigte er sich bereits mit der Bienenzucht. Er heiratete in Röcken, wo auch sein Sohn Rudolf 1849 geboren wurde. Nach seiner Suspendierung aus dem Schuldienst wandte er sich 1854 der Imkerei zu, siedelte nach Eystrup um und kaufte sich dort das Anwesen, wo er sich seitdem ganz der Bienenzucht widmete. Er starb 1880 an einem Herzleiden, im gleichen Jahr wurde das Dathe-Rähmchen mit den Maßen 36 Zentimeter hoch und 22,2 Zentimeter breit als Normalmaß angenommen.

## Werke
- Anleitung zum Italisiren oder Züchtung der italienischen Biene in Kasten und Körben, H. Bösendahl und Selbstverlag, Nienburg 1867
- G. Dathe's Lehrbuch der Bienenzucht – ein vorzugsweise die praktische Richtung verfolgender Leitfaden, 1876
- Anleitung zur Zucht fremder Bienenrassen mit besonderer Berücksichtigung der italienischen Biene, 1877